# Justin Sun
Justin Sun (Xining, 30 de julho de 1990) é um diplomata e embaixador de Granada na OMC, e um empresário e executivo de negócios chinês-granadino com sede em Genebra e criador do aplicativo social móvel Peiwo. Ele é mais conhecido como o fundador da TRON, um ecossistema DAO de blockchain e atual CEO da BitTorrent, e ex-representante-chefe da Ripple na China.

## Educação
Justin Sun possui diploma em Estudos do Leste Asiático pela University of Pennsylvania e uma graduação em História pela Peking University.

## Carreira
Quando ele tinha 26 anos, Justin foi escolhido por Jack Ma para estudar na Universidade Hupan e foi o único milenial entre os primeiros graduados. Justin foi capa de Yazhou Zhoukan em 2011 e Jovem Líder Global Davos em 2014. Em 2015, ele foi nomeado o empresário jovem mais notável da CNTV e foi nomeado na Forbes China um dos 30 abaixo dos 30 de 2015 a 2017.
Justin Sun fez um lance de $4,5 milhões de dólares para almoçar com o CEO da Berkshire Hathaway, Warren Buffett em junho de 2019. O almoço foi cancelado e aconteceu apenas em janeiro de 2017.
Em 11 de março de 2021, Justin foi o vencedor do leilão histórico na Christie's New York, tendo pago 69 milhões de dólares pela coleção de tokens não fungíveis (NFT) "Everydays: the First 5000 Days 8 da Beeple's". Justin Sun quer criar um blockchain para NFTs com as obras de arte mais caras do mundo.
Em dezembro de 2021, Sun se aposentou como CEO da TRON e anunciou oficialmente a dissolução da Fundação TRON, tornando a TRON uma blockchain 100% descentralizada e governada pelos usuários. Logo em seguida, assumiu o cargo de diplomata de Granada na Organização Mundial do Comércio em Genebra para impulsionar o crescimento econômico local por meio de tecnologias blockchain. No mesmo mês, Justin anunciou que foi o vencedor do leilão da Blue Origin com uma oferta de 28 milhões de dólares para ser o primeiro passageiro pagante a voar no veículo New Shepard. Ele foi incapaz de realizar esta missão. No entanto, adquiriu um voo completo da New Shepard para o último trimestre de 2022 e pretende selecionar mais cinco participantes.